# Leptocolpia viridicatena
Leptocolpia viridicatena är en fjärilsart som beskrevs av Louis Beethoven Prout 1922. Leptocolpia viridicatena ingår i släktet Leptocolpia och familjen mätare. Inga underarter finns listade i Catalogue of Life.